# Serhij Pšenyčnych
Serhij Mykolayovyč Pšenyčnych (in ucraino Сергій Миколайович Пшеничних?; Charkiv, 19 novembre 1981) è un ex calciatore ucraino, di ruolo difensore.

## Caratteristiche tecniche
Gioca come terzino sinistro ma può agire anche da difensore centrale.